# Ma Long
Ma Long (en chino tradicional, 馬龍; en chino simplificado, 马龙; pinyin, Mǎ Lóng; Anshan, Liaoning, 22 de octubre de 1988) es un jugador de tenis de mesa chino. El actual campeón olímpico y mundial, ocupa en marzo de 2020 el puesto n.º 3 del ranking mundial de la Federación Internacional de Tenis de Mesa (ITTF). Ocupó el primer lugar del ranking mundial desde marzo de 2015 hasta diciembre de 2017 acumulando así un total de 34 meses consecutivos como n.º 1, y en total ha ostentado durante 64 meses ese lugar, cifra récord no igualada por ningún otro jugador hasta la actualidad.
Con esto dicho, es el deportista olímpico chino con más preseas doradas (6).

## Palmarés internacional
| Juegos Olímpicos   | Juegos Olímpicos | Juegos Olímpicos  | Juegos Olímpicos     |
| Año                | Lugar            | Medalla           | Prueba               |
| ------------------ | ---------------- | ----------------- | -------------------- |
| 2012               | Londres          | Medalla de oro    | Equipo               |
| 2016               | Río de Janeiro   | Medalla de oro    | Equipo               |
| 2016               | Río de Janeiro   | Medalla de oro    | Individual masculino |
| 2020               | Tokio            | Medalla de oro    | Individual masculino |
| 2020               | Tokio            | Medalla de oro    | Equipo               |
| 2024               | París            | Medalla de oro    | Equipo               |
| Campeonato Mundial |                  |                   |                      |
| Año                | Lugar            | Medalla           | Prueba               |
| 2006               | Bremen           | Medalla de oro    | Equipo               |
| 2008               | Guangzhou        | Medalla de oro    | Equipo               |
| 2009               | Yokohama         | Medalla de plata  | Dobles masculino     |
| 2009               | Yokohama         | Medalla de bronce | Individual masculino |
| 2010               | Moscú            | Medalla de oro    | Equipo               |
| 2011               | Róterdam         | Medalla de oro    | Dobles masculino     |
| 2011               | Róterdam         | Medalla de bronce | Individual masculino |
| 2012               | Dortmund         | Medalla de oro    | Equipo               |
| 2013               | París            | Medalla de bronce | Individual masculino |
| 2014               | Tokio            | Medalla de oro    | Equipo               |
| 2015               | Suzhou           | Medalla de oro    | Individual masculino |
| 2016               | Kuala Lumpur     | Medalla de oro    | Equipo               |
| 2017               | Düsseldorf       | Medalla de oro    | Individual masculino |
| 2018               | Halmstad         | Medalla de oro    | Equipo               |
| 2019               | Budapest         | Medalla de oro    | Dobles masculino     |
| 2019               | Budapest         | Medalla de oro    | Individual masculino |
| 2022               | Chengdu          | Medalla de oro    | Equipo               |

## Carrera
En 2015 ganó su primer Campeonato Mundial en individuales, venciendo en la final a Fang Bo, siendo de destacar el rally en un punto del 5º set, por muchos considerado el punto del siglo. Revalidó el título en 2017 definiendo en una final contra su compatriota Fan Zhendong en Düsseldorf (Alemania) en 7 sets (7-11, 11-6, 11-3, 11-7, 5-11, 7-11, 12-10). Y obtuvo su tercer campeonato mundial consecutivo en 2019 venciendo en la final al sueco Mattias Falck.
Al conseguir la victoria en individuales en los Juegos Olímpicos de Río 2016, Ma Long se convirtió en el quinto jugador en completar el Grand Slam (ganando los Juegos Olímpicos, los Campeonatos Mundiales y la Copa del Mundo), uniéndose al sueco Jan-Ove Waldner y a los chinos Liu Guoliang, Kong Linghui, y Zhang Jike. Obtuvo un récord de 5 torneos ITTF Pro Tour consecutivos. Además, se convirtió en el primer jugador masculino (y el segundo en general) del mundo en haber ganado todos los títulos individuales en el tenis de mesa. Estos registros han llevado a muchos a considerarlo como uno de los mejores jugadores de todos los tiempos.

## Títulos
Individual
- Juegos Olímpicos: ganador (2016, 2020)
- Campeonato Mundial: ganador (2015, 2017, 2019); SF (2009, 2011, 2013); ronda de 16 (2007).
- Copa del mundo: 5 participaciones: 1º (2012, 2015), 2º (2020), 3º (2008, 2009).
- ITTF World Tour ganador (28): Abierto de Kuwait y Alemania 2007; Corea, Abierto de Singapur 2008; Dinamarca, Kuwait, China (Suzhou), Abierto de Inglaterra 2009; Abierto de Alemania 2010; China (Suzhou), Abiertos de Austria y Suecia 2011; Abierto de Hungría 2012; Abiertos de Catar y China 2013, Abierto de China 2014; Abiertos de Kuwait, Alemania y China (Chengdu) 2015; Abiertos de Alemania y Catar 2016; Abiertos de Catar y Japón 2017; Abiertos de Alemania y China (Shenzhen) 2018; Abierto de Catar y China 2019. 
Finalista (13): Abierto de Alemania 2005; Abiertos de Japón y Suecia 2007; UAE, China (Shenzen) Open 2011; Abierto de Eslovenia 2012, Abierto de China 2012; Abiertos de Kuwait, Corea y EAU 2013; Abiertos de Kuwait, Corea y China (Chengdu) 2016; Abierto de Alemania 2020.
- ITTF World Tour Grand Finals: 9 participaciones: ganador (2008, 2009, 2011, 2015, 2016 y 2020); finalista (2013 y 2019) y SF (2007).
- Juegos Asiáticos: ganador (2010).
- Campeonato Asiático: ganador (2009, 2011, 2013); finalista (2007).
- Copa de Asia: ganador (2008, 2009, 2011, 2014); finalista (2019).
- Juegos nacionales de China: ganador (2013, 2017), finalista (2009), subcampeón (2009), SF (2005).
- Campeonato Nacional de China: ganador (2011); finalista (2004, 2007, 2014); SF (2008).
- Campeonato Mundial Juvenil : ganador (2004); QF (2003).
- Campeonato Asiático Juvenil: ganador (2004)

Dobles masculino
- Campeonato Mundial: ganador (2011, 2019); finalista (2009); Ronda de 16 (2007).
- Torneos del ITTF World Tour como ganador (22): Abierto de China (Harbin) 2005; Abiertos de Eslovenia y Suecia 2006; Abierto de Suecia 2007; Abiertos de Dinamarca, Catar e Inglaterra 2009; Aibertos de Kuwait y Alemania 2010; Abiertos de China (Shenzen) y Austria 2011; Abiertos de Eslovenia, Corea y China (Shanghái) 2012; Abiertos de China (Suzhou y Changchun) 2013; Abierto de China (Chengdu) 2014; Abierto de Japón 2015; Abiertos de Japón y China (Chengdu) 2016; Abierto de Japón 2017; Abiertos de Alemania y Bulgaria 2018. 
Finalista (10): Abierto de China (Shenzhen) 2005; Abierto de Singapur 2006; Abierto de China (Shenzhen) 2007; Abiertos de Catar y Corea 2008; Abierto de Kuwait 2009; Abierto de China (Suzhou) 2011; Abiertos de Kuwait, Catar y Corea 2013, Abierto de China 2014; Abierto de Alemania 2020.
- ITTF World Tour Grand Finals 3 participaciones: ganador (2006); finalista (2011); SF (2007).
- Juegos Asiáticos: SF (2006).
- Campeonato Asiático: ganador (2007, 09, 13); SF (2012).

Dobles mixtos
- Juegos Asiáticos: QF (2006).
- Campeonato Asiático: ganador (2009); SF (2005).
- Juegos nacionales de China: ganador (2013).
- Campeonato Nacional de China: ganador (2012); subcampeón (2008, 2016).
- Campeonatos del mundo junior: subcampeón (2003, 2004).
- Campeonato Asiático Juvenil: ganador (2004).

Equipo
- Juegos Olímpicos: 1º (2012, 2016, 2020, 2024)
- Campeonato Mundial: 1º (2006, 2008, 2010, 2012, 2014, 2016, 2018).
- Copa del mundo: 1º (2009, 2010, 2011, 2013, 2015, 2018).
- Juegos asiáticos: 1º (2006, 2010, 2014).
- Campeonatos de Asia: 1º (2005, 2007, 2009, 2011, 2013, 2015, 2017).
- Juegos nacionales de China: 3º (2009, 2013)
- Campeonatos nacionales chinos: 1º (2011, 2012, 2018); 3º (2007, 2008, 2010).
- Super League china : 1º (2009, 2012, 2013, 2015); 3º (2014, 2016).
- Campeonatos del mundo junior: 1º (2003, 2004).
- Campeonato Asiático Juvenil: 1º (2004).

Resumen de los logros
- 5x Campeón olímpico (2 individual, 3 equipos)
- 12x Campeón del mundo (3 individuales, 2 dobles, 7 equipos)
- 8x Ganador de la Copa del mundo (2 individuales, 6 equipos)
- 49x Ganador de torneos del ITTF World Tour (27 individuales, 22 dobles)
- 6x Campeón de la ITTF World Tour Grand Finals (5 individuales, 1 dobles)
- 5x Ganador de los Juegos Asiáticos (1 Singles, 1 Dobles, 3 equipos)
- 12x Campeón de Asia (3 individuales, 2 dobles, 1 dobles mixtos, 6 equipos)
- 4x Ganador de la Copa Asiática (4 individuales)
- 3x Campeón de los Juegos Nacionales de China (2 individuales, 1 dobles mixtos)
- 7x Campeón Nacional Chino (1 Singles, 2 Dobles, 1 Dobles Mixtos, 3 equipos)
- 4x Campeón de la Superliga China (4 equipos)
- 3x Campeón del Mundo Junior (1 individual, 2 equipos)
- 3x Campeón Asiático Junior (1 individual, 1 Dobles Mixtos, 1 Equipo)
- 2015, 2016 ITTF estrella masculina del año.
- CCTV 2016 Personalidad Deportiva del Año

Otros records de su trayectoria como jugador
- Alcanzó un registro de 40 partidos individuales ganados consecutivamente en diciembre de 2011.[5]
- No cedió un solo set en seis torneos: Abierto de Suecia de 2011, 2012 WTTC, World Team Classic 2013, 2014 y 2016 WTTC.
- Uno de los dos jugadores que ha obtenido las cuatro medallas en un Campeonato Asiático junto a Fan Zhendong.
- Es el jugador con mayor número de títulos individuales en torneos del ITTF World Tour (28), por delante de Vladimir Samsonov (27).
- El jugador masculino con mayor número de títulos principales (12).
- Primer jugador en barrer a su oponente (no cediendo un solo juego) en una final de Juegos Olímpicos individuales desde que los partidos de los Juegos Olímpicos se disputan a siete juegos en 2004.
- Segundo jugador masculino que ha conseguido haber ganado el Campeonato del mundo, la Copa del mundo, los Juegos Olímpicos y la ITTF World Tour Grand Finals. Pero ha sido el primer jugador masculino en ser el campeón defensor de esos cuatro títulos al mismo tiempo.
- El jugador más rápido en ganar todos los títulos de individuales posibles (2.092 días, desde el 20 de noviembre de 2010 hasta el 11 de agosto de 2016).
- El jugador más rápido en obtener la "Full House" (467 días, desde el 3 de mayo de 2015 hasta el 11 de agosto de 2016).
- Primer jugador, masculino o femenino, en ganar el premio Jugador del Año de la ITTF en años consecutivos.
- Ganó al menos un torneo en cada estación principal en el Tour mundial de la ITTF.
- Primer y único jugador masculino que ha ganado dos títulos consecutivos en los Juegos Nacionales de China.

## Filmografía

### Programa de variedades
| Año  | Programa   | Notas                           |
| ---- | ---------- | ------------------------------- |
| 2016 | Day Day Up | invitado - junto a Liu Guoliang |